# Chris Lowe
Christopher Sean "Chris" Lowe, född 4 oktober 1959 i Blackpool, Lancashire, är en brittisk musiker. Han bildade tillsammans med Neil Tennant den brittiska duon Pet Shop Boys i början av 1980-talet. Han är bandets tystlåtne keyboardist och programmerare och gör ibland även vokala insatser för bandet. Före Pet Shop Boys studerade Lowe till arkitekt och spelade trombon.